# Nenad Stekić
Nenad Stekić (cyrilicí Ненад Стекић; 7. března 1951 Bělehrad – 18. července 2021) byl jugoslávský dálkař srbské národnosti, člen klubu AK Crvena Zvezda.
Jeho nejlepším výkonem bylo 845 cm, které skočil 25. července 1975 na předolympijském mítinku v Montréalu. Byl to evropský rekord, který vydržel pět let, a v té době druhý nejlepší výkon po 890 cm Boba Beamona z mexické olympiády.
Získal stříbrnou medaili na mistrovství Evropy v atletice 1974 a mistrovství Evropy v atletice 1978 i na halovém mistrovství Evropy v atletice 1980. Vyhrál Univerziádu 1977 a Středomořské hry 1975 a 1979, byl třetí na mistrovství Evropy juniorů v atletice 1970, ve finále olympiády 1976 obsadil šesté místo a na mistrovství světa v atletice 1983 páté místo. Byl držitelem nejlepšího světového dálkařského výkonu roku 1975, 1977 a 1978, celkově zaznamenal 144 skoků za osmimetrovou hranici. Kariéru ukončil po neúspěchu na domácím mistrovství Evropy v atletice 1990, kde neměl v kvalifikaci ani jeden platný pokus.
V roce 1975 byl zvolen jugoslávským sportovcem roku.